# Prepiella strigillata
Prepiella strigillata är en fjärilsart som beskrevs av Rothschild 1913. Prepiella strigillata ingår i släktet Prepiella och familjen björnspinnare. Inga underarter finns listade i Catalogue of Life.